# Волчицы из Машкуля
«Волчицы из Машкуля» (фр. Les Louves de Machecoul) — исторический роман французского писателя Александра-Дюма-отца, опубликованный в 1858 году.

## Сюжет
Действие книги происходит в 1832 году. Близняшки Мари и Берта — незаконные дочери маркиза де Суде — роялиста, участника Вандейского мятежа, вынужденного после Великой французской революции бежать в ссылку. В период Реставрации монархии он желает вернуть свои владения.
Близняшки живут одиноко в своём замке, за что соседи прозвали их «волчицами из Машкуля». Обе девушки влюбляются в соседа, барона Мишеля де Ложери. Любовная интрига разворачивается на фоне исторических событий: в романе показана попытка герцогини Беррийской поднять восстание в Вандее в 1832 году. Арестованный за участие в мятеже Мишель спасается и женится на Мари; Берта уходит в монастырь.

## Создание и переводы
Впервые роман появился на страницах журнала «Journal Pour Tous» 27 февраля 1858 года. Дюма полагался на воспоминания Дермонкура и Де Шервиля при его написании. Несмотря на положительную характеристику герцогини Беррийской и её аристократических сподвижников, их политические взгляды выглядят анахронизмом. В образе маркиза де Суде, наделённого фривольным и эгоистичным характером в соединении с некоторыми положительными чертами, проявилось неоднозначное отношение автора к аристократии.

### Доступные публикации в газетах
Газета «La Dépêche de Brest» публиковала роман с 9 сентября 1927 года в разделе для романов-фельетонов.

### Перевод на русский язык
- Александр Дюма. Волчицы из Машкуля / перевод В. Чечет, Л. Чечет, Н. Кулиш. — М.: Пресса, 1995. — 400 с. — (XIX век в романах Дюма). — ISBN 5-253-00827-6.